# Монс (футбольный клуб)
«Монс» (нидерл. R.A.E.C. Mons) — бывший бельгийский футбольный клуб из города Монс. Основан в 1910 году. Домашние матчи проводил на стадионе «Шарль Тондро», вмещающем 12 000 зрителей.
Клуб объявил о банкротстве 16 февраля 2015 года. 18 мая 2015 года было объявлено о том, что Royale Union Sportive Genly-Quévy вступит во владение и  новый клуб будет переименован в Royal Albert Quévy-Mons.

## Достижения
Второй дивизион: 
- Победитель (1): 2005/2006